# Vekselerer
En vekselerer er en kvalificeret og reguleret professionel person, som køber og sælger aktier og sikkerheder igennem "market makers" på vegne af investorer.
| Job | Spire Denne artikel om et job eller en stillingsbetegnelse er en spire som bør udbygges. Du er velkommen til at hjælpe Wikipedia ved at udvide den. |